# Cimetière central de Graz

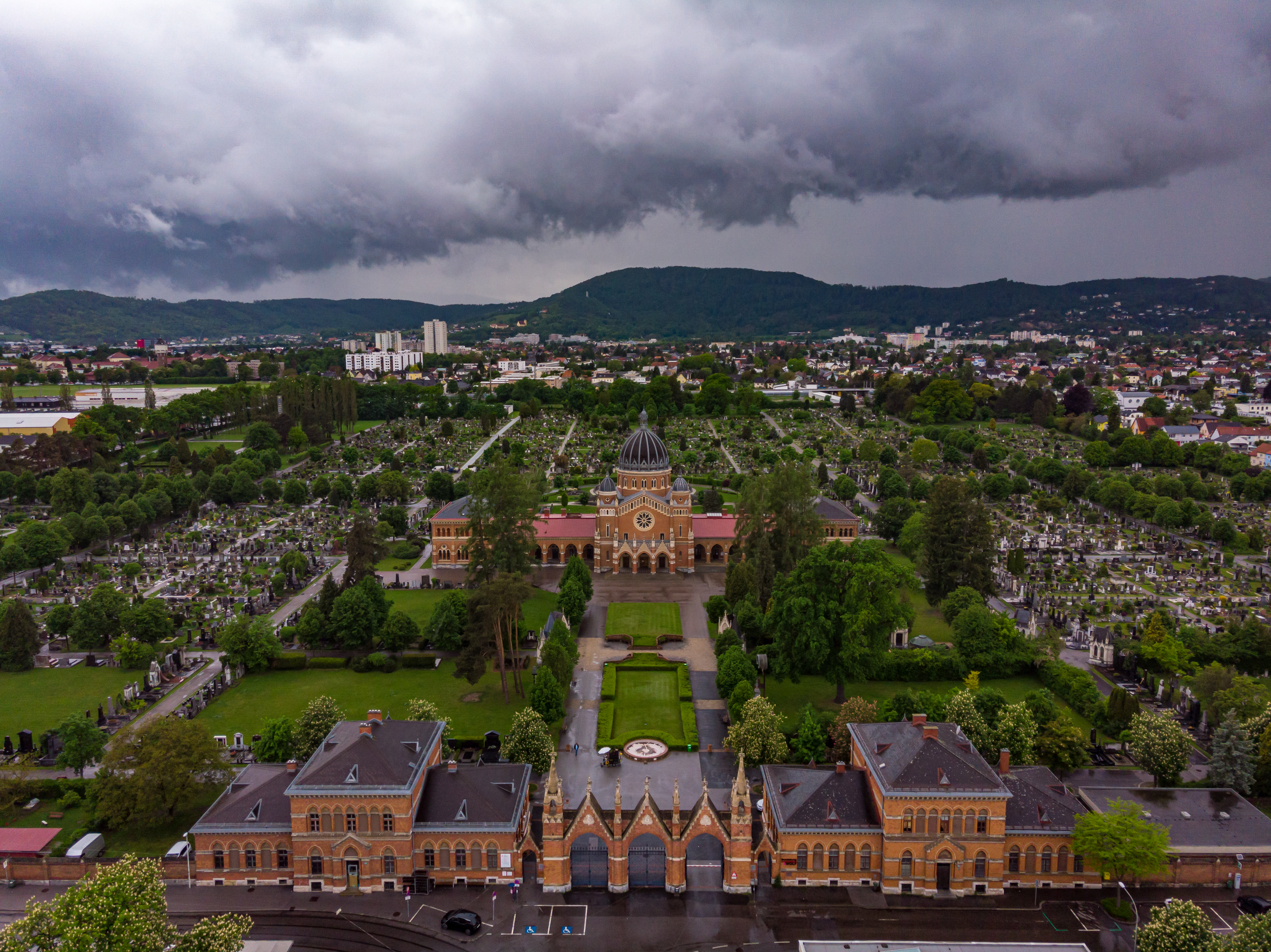
Cimetière central de Graz

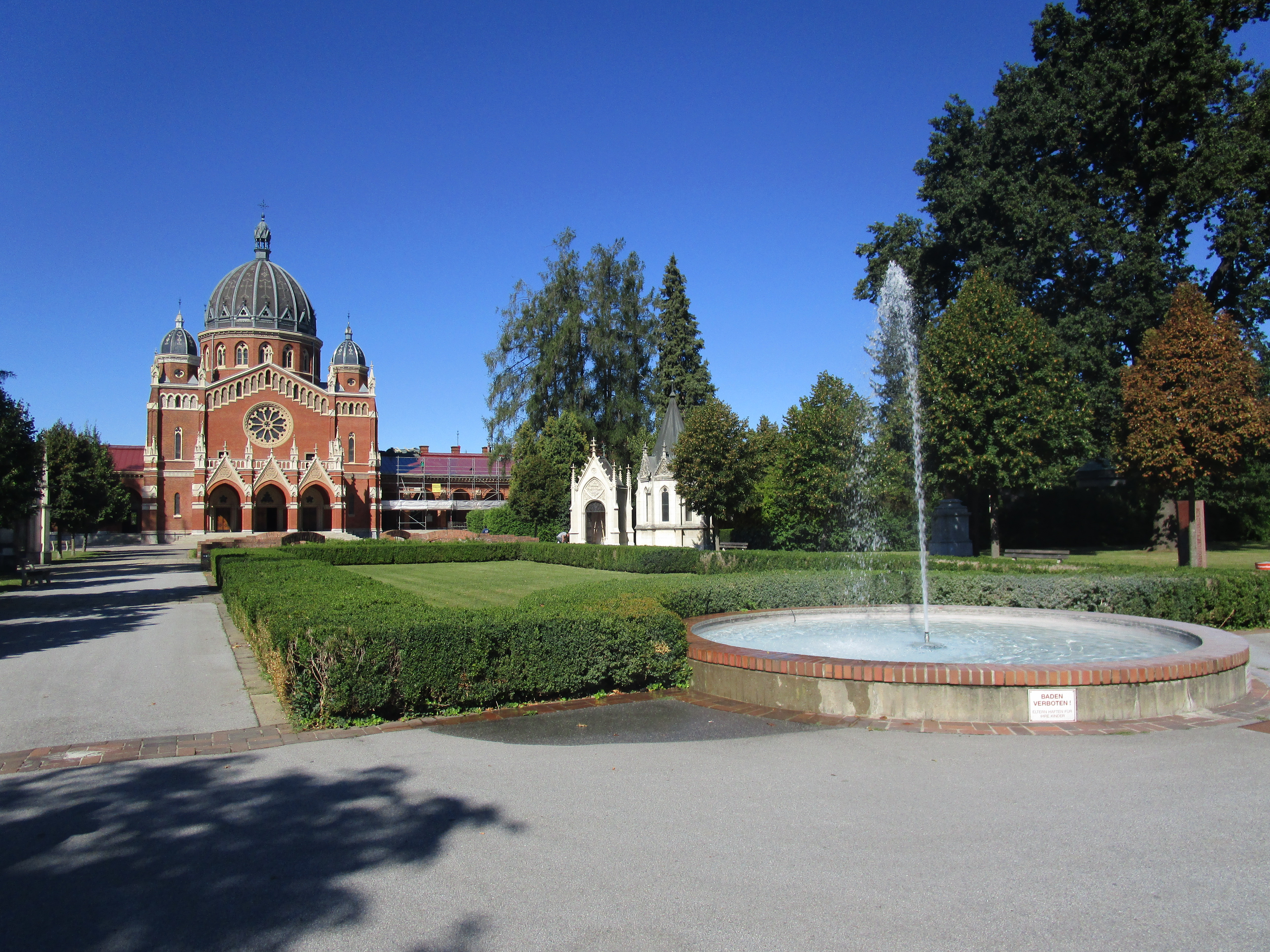
Cimetière central de Graz avec l' église du cimetière central

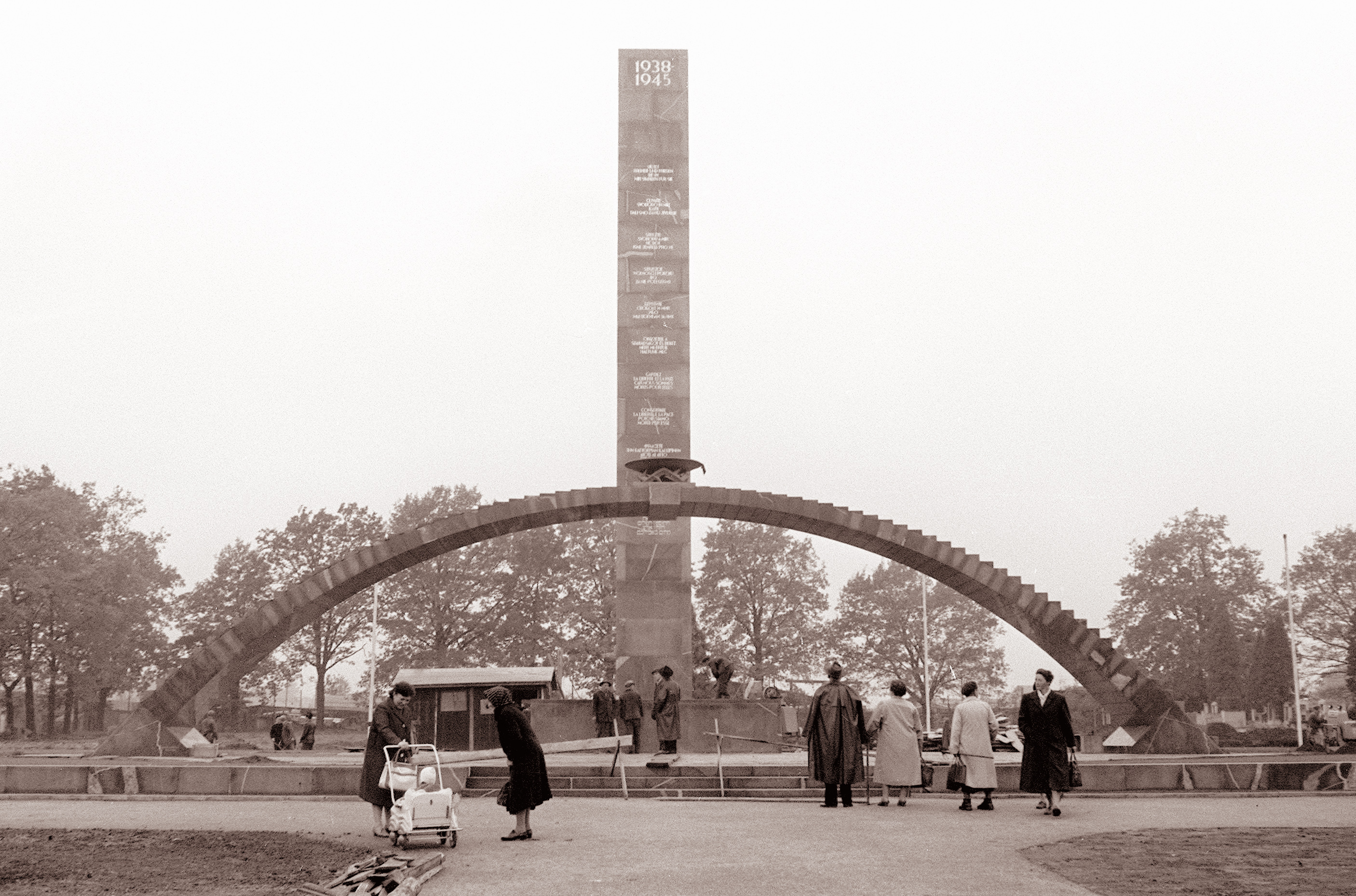
Le monument de 1961 aux victimes du fascisme, architecte Boris Kobe

Le cimetière central de Graz est le plus grand cimetière de Graz. Le cimetière communal interconfessionnel appartient à la paroisse catholique.

## Description
L'ensemble du cimetière couvre une superficie d'environ 25 hectares avec plus de 6,5 kilomètres de réseau de chemins et environ 30 000 sépultures. Le cimetière est interconfessionnel et possède, en plus de l'église du cimetière central, une section vieille-catholique, une section ukrainienne, des tombes des victimes des deux guerres mondiales et, depuis 1995, un cimetière islamique. En 2010 une grande salle de cérémonie interconfessionnelle et un autre cimetière musulman ont ouvert ,. Dans le cimetière se trouvent de nombreuses tombes honorifiques de la ville de Graz et de nombreux monuments funéraires culturellement et historiquement précieux d'artistes tels que Hans Brandstetter, Wilhelm Gösser ou Richard Jakitsch.

## Histoire
Les bâtiments principaux ont été planifiés par Carl Lauzil à partir de 1885 avec une façade néogothique en briques et construits à partir de 1886. Une séparation spatiale des cadavres infectieux et non infectieux a été associée au concept structurel de l'architecte Lauzil. Au moment de la construction, cette division était considérée comme une solution technique et hygiénique exemplaire. Afin de permettre aux endeuillés d'un cadavre infecté de dire au revoir personnellement, la morgue séparée avait été pourvue d'une passerelle ouverte, qui permettait de voir le cadavre à travers des fenêtres avec des miroirs hermétiques. La première inhumation au cimetière central de Graz a eu lieu le 1er février 1896. Il s'agit de l'opérateur de tour à métaux Rudolf Wlasak, alors âgé de 29 ans, décédé lors des travaux de construction de l'église du cimetière central ,,.

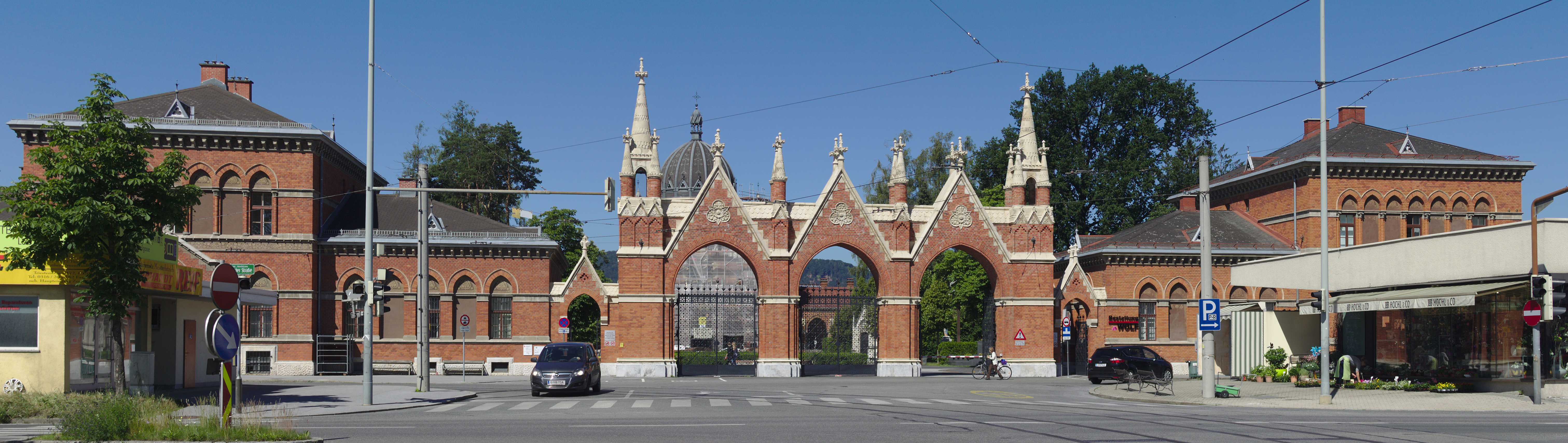
Portail d'entrée du cimetière central

## Enterrements

### Tombes
- Fritz Pregl (1869-1930), lauréat du prix Nobel de chimie 1923 (champ 11 II 1)
- Johann Puch (1862-1914), fabricant (champ 13b II 5)
- Jochen Rindt (1942-1970), champion du monde de Formule 1 1970 (champ 4b IVa 13)
- Rudolf Stöger-Steiner von Steinstätten (1861-1921), kuk Colonel général, dernier ministre de la guerre d'Autriche-Hongrie (Champ 6a I 2)

### Autres tombes sans statut honorifique
- Rudolf Beer (1885-1938), directeur de théâtre
- Wolfgang Bauer (1941-2005), écrivain
- Rudolf Carl (1899-1987), acteur, repose à côté de Jochen Rindt
- Alfred Grengg (1920-2008), éducateur et officiel sportif
- Hans Hödl (1937-2019), alpiniste
- Karl Morré (1832-1897), poète populaire
- Douleur Hermann (1881-1941), chirurgien et professeur d'université [6],[7]
- Josef Stanek (1883-1934), homme politique social-démocrate, exécuté après les combats de février 1934

## Littérature
- Karin Derler, Ingrid Urbanek : Planification pour l'infini - Le cimetière central de Graz. Steirische Verlagsgesellschaft mb H., 2002.  (ISBN 3-85489-086-9)

## Liens web
- Zentralfriedhof. In: Webpräsenz der Grazer Stadtpfarrkirche. Abgerufen am 12. Oktober 2016.
- Eintrag zu Zentralfriedhof Graz im Austria-Forum, Autor/Redaktion: Robert Engele